# Berber leopárd
A berber leopárd vagy észak-afrikai leopárd (Panthera pardus panthera) a ragadozók (Carnivora) rendjébe és a macskafélék (Felidae) családjába tartozó leopárd (Panthera pardus) egy alfaja. Az alfaji státusz helytállósága azonban kétséges, mivel egyes újabb vizsgálatok szerint nincs meghatározó genetikai különbség a leopárdok észak-afrikai populációi és a többi afrikai populáció között, ezért ezek egy alfaj, az afrikai leopárd (Panthera pardus pardus) részeinek tekintendők.

## Elterjedése
Korábban Észak-Afrika szerte elterjedt volt, főként az Atlasz-hegységben. Mára jelentősen visszaszorult. Néhány apró túlélő populációjuk ismert Marokkó és Algéria hegyvidéki területeiről. Ezen kívül elvétve észleltek leopárdokat Egyiptom keleti részén és a Dél-Algériai Ahaggar-hegységben, de ezekről nem tudni, hogy berber leopárdok-e.